# I liga argentyńska w piłce nożnej (1991/1992)
Mistrzem Argentyny turnieju Apertura w sezonie 1991/1992 został klub River Plate, natomiast wicemistrzem Argentyny turnieju Apertura został klub Boca Juniors.
Mistrzem Argentyny turnieju Clausura w sezonie 1991/1992 został Newell’s Old Boys, natomiast wicemistrzem Argentyny turnieju Clausura został klub CA Vélez Sarsfield.
Do Copa Libertadores w roku 1993 zakwalifikowały się po turnieju Liguilla Pre Libertadores następujące kluby:
- River Plate
- Newell’s Old Boys

Do Copa CONMEBOL w roku 1992 zakwalifikowały się z Argentyny trzy kluby:
- CA Vélez Sarsfield
- Deportivo Español
- Gimnasia y Esgrima La Plata

Tabela spadkowa zadecydowała o tym, które kluby spadną do drugiej ligi (Primera B Nacional Argentina). Spadły kluby, które w tabeli spadkowej zajęły dwa ostatnie miejsca – Unión Santa Fe i CA Argentino de Quilmes. Na ich miejsce awansowały dwie najlepsze drużyny z drugiej ligi – San Martín Tucumán i Club Atlético Lanús.

## Torneo Apertura 1991/1992

### Apertura 1
| Data                | Mecz |
| ------------------- | --- |
| 10 września 1991    | Gimnasia y Esgrima La Plata – Deportivo Español 1:0 Carlos J. Odriozola                                                                                     |
| 10 września 1991    | Rosario Central – CA Huracán 0:0 |
| 10 września 1991    | Unión Santa Fe – River Plate 1:2 Ramón M. Centurión – Serio A. Berti, Ramón A. Díaz                                                                         |
| 10 września 1991    | CA Argentino de Quilmes – Newell’s Old Boys 0:1 Mauricio R. Pochettino                                                                                      |
| 10 września 1991    | Argentinos Juniors – Estudiantes La Plata 0:0 mecz rozegrany został na stadionie klubu Atlanta Buenos Aires                                                 |
| 11 września 1991    | Racing Club de Avellaneda – Deportivo Mandiyú 2:3 Juan A. Abaurre, Luis A. Carranza – Luis A. Ramos, Alfredo D. Mendoza Sulewski, Félix R. Torres Rodríguez |
| 18 września 1991    | Belgrano Córdoba – Ferro Carril Oeste 1:1 Víctor H. Heredia – Humberto F. Biazotti                                                                          |
| 18 września 1991    | San Lorenzo de Almagro – Talleres Córdoba 1:1 Daniel O. Leani – Mario E. Bevilaqua mecz rozegrany został na stadionie klubu Ferro Carril Oeste              |
| 19 września 1991    | Boca Juniors – CA Vélez Sarsfield 3:2 Roberto Cabañas González (3) – Oscar A. Ruggeri, Ricardo A. Gareca                                                    |
| 2 października 1991 | CA Platense – Independiente 1:0 Claudio A. Morresi |

### Apertura 2
| Data             | Mecz |
| ---------------- | --- |
| 30 sierpnia 1991 | River Plate – Rosario Central 2:1 Ramón A. Díaz (2) – David C. N. Bisconti                                      |
| 1 września 1991  | San Lorenzo de Almagro – Boca Juniors 0:0 mecz rozegrany został na stadionie klubu CA Vélez Sarsfield           |
| 1 września 1991  | Talleres Córdoba – Argentinos Juniors 2:0 Juan C. Ruiz Díaz Parri, Elvio Vázquez (k)                            |
| 1 września 1991  | Estudiantes La Plata – CA Platense 0:0                                                                          |
| 1 września 1991  | Independiente – CA Argentino de Quilmes 2:0 Pedro D. Monzón, Darío A. Siviski                                   |
| 1 września 1991  | Newell’s Old Boys – Unión Santa Fe 0:0                                                                          |
| 1 września 1991  | CA Huracán – Racing Club de Avellaneda 1:1 Hugo A. Morales – Mauricio A. Tapia                                  |
| 1 września 1991  | Deportivo Mandiyú – Gimnasia y Esgrima La Plata 0:0 mecz rozegrany został na stadionie klubu Huracán Corrientes |
| 1 września 1991  | Deportivo Español – Belgrano Córdoba 1:0 Walter A. Parodi                                                       |
| 1 września 1991  | Ferro Carril Oeste – CA Vélez Sarsfield 1:0 Víctor G. Molina                                                    |

### Apertura 3
| Data             | Mecz |
| ---------------- | --- |
| 13 września 1991 | Boca Juniors – Ferro Carril Oeste 1:0 Ariel E. Boldrini |
| 15 września 1991 | CA Vélez Sarsfield – Deportivo Español 1:0 Esteban F. González |
| 15 września 1991 | Belgrano Córdoba – Deportivo Mandiyú 0:0 |
| 15 września 1991 | Gimnasia y Esgrima La Plata – CA Huracán 0:0 |
| 15 września 1991 | Rosario Central – Newell’s Old Boys 1:0 Marcelo A. Delgado |
| 15 września 1991 | Unión Santa Fe – Independiente 0:0 |
| 15 września 1991 | CA Argentino de Quilmes – Estudiantes La Plata 0:0 |
| 15 września 1991 | CA Platense – Talleres Córdoba 1:2 Daniel O. Cravero – Mario E. Bevilaqua, Juan C. Ruiz Díaz Porri                                                                                                   |
| 15 września 1991 | Argentinos Juniors – San Lorenzo de Almagro 0:0 mecz rozegrany został na stadionie klubu Atlanta Buenos Aires                                                                                        |
| 15 września 1991 | Racing Club de Avellaneda – River Plate 0:1 walkower mecz przerwano w 73 minucie przy stanie 0:0 z powodu ataku na bramkarza River Plate – mecz zweryfikowany został na walkower 0:1 dla River Plate |

### Apertura 4
| Data             | Mecz |
| ---------------- | --- |
| 21 września 1991 | River Plate – Gimnasia y Esgrima La Plata 3:0 Ramón A. Díaz, Ramón I. Medina Bello, Juan J. Borrelli                                                        |
| 22 września 1991 | Argentinos Juniors – Boca Juniors 3:1 Leonel F. Gancedo (2), Diego Cagna – Víctor H. Marchesini mecz rozegrany został na stadionie klubu CA Vélez Sarsfield |
| 22 września 1991 | San Lorenzo de Almagro – CA Platense 1:1 Daniel O. Leani – Darío O. Scotto mecz rozegrany został na stadionie klubu Ferro Carril Oeste                      |
| 22 września 1991 | Talleres Córdoba – CA Argentino de Quilmes 2:1 Mario E. Bevilaqua, Claudio A. Rivadero – Daniel A. Delfino                                                  |
| 22 września 1991 | Estudiantes La Plata – Unión Santa Fe 1:1 Juan C. Ramírez – Dante A. Fernández                                                                              |
| 22 września 1991 | Independiente – Rosario Central 0:0 |
| 22 września 1991 | Newell’s Old Boys – Racing Club de Avellaneda 0:0 |
| 22 września 1991 | CA Huracán – Belgrano Córdoba 1:1 Guillermo D. Alonso – Pedro M. Olalla Martelli                                                                            |
| 22 września 1991 | Deportivo Mandiyú – CA Vélez Sarsfield 0:0 mecz rozegrany został na stadionie klubu Huracán Corrientes                                                      |
| 22 września 1991 | Deportivo Español – Ferro Carril Oeste 1:0 Alejandro M. Kenig                                                                                               |

### Apertura 5
| Data             | Mecz |
| ---------------- | --- |
| 28 września 1991 | Belgrano Córdoba – River Plate 0:3 Guillermo D. Rivarola (2, 2k), Sergio A. Berti                                                             |
| 29 września 1991 | Boca Juniors – Deportivo Español 3:3 Roberto Cabañas González (2), Antonio R. Mohamed – José L. Rodríguez, Carlos J. Bustos, Mario E. Cariaga |
| 29 września 1991 | Ferro Carril Oeste – Deportivo Mandiyú 1:0 Alfredo D. Turdó                                                                                   |
| 29 września 1991 | CA Vélez Sarsfield – CA Huracán 5:0 Jorge G. Vázquez, Norberto Ortega Sánchez (k), Esteban F. González, Mauricio Pellegrino, José O. Flores   |
| 29 września 1991 | Gimnasia y Esgrima La Plata – Newell’s Old Boys 1:0 Hugo R. Guerra Cabrera                                                                    |
| 29 września 1991 | Racing Club de Avellaneda – Independiente 0:0                                                                                                 |
| 29 września 1991 | Rosario Central – Estudiantes La Plata 2:0 Gustavo A. Onaíndia, Pedro D. Uliambre                                                             |
| 29 września 1991 | Unión Santa Fe – Talleres Córdoba 0:0 |
| 29 września 1991 | CA Argentino de Quilmes – San Lorenzo de Almagro 0:0                                                                                          |
| 29 września 1991 | CA Platense – Argentinos Juniors 0:0 |

### Apertura 6
| Data                | Mecz |
| ------------------- | --- |
| 4 października 1991 | San Lorenzo de Almagro – Unión Santa Fe 1:2 Jorge R. Rinaldi (k) – Carlos A. Mayor, Dante A. Fernández mecz rozegrany został na stadionie klubu Ferro Carril Oeste            |
| 6 października 1991 | CA Platense – Boca Juniors 0:2 Blas A. Giunta, Antonio R. Mohamed mecz rozegrany został na stadionie klubu CA Vélez Sarsfield                                                 |
| 6 października 1991 | Argentinos Juniors – CA Argentino de Quilmes 1:0 Leonel F. Gancedo mecz rozegrany został na stadionie klubu Ferro Carril Oeste                                                |
| 6 października 1991 | Talleres Córdoba – Rosario Central 3:1 Juan C. Ruiz Díaz Parri (2), Ricardo Montenegro – Pedro D. Uliambre                                                                    |
| 6 października 1991 | Estudiantes La Plata – Racing Club de Avellaneda 1:0 Raúl H. Aredes |
| 6 października 1991 | Independiente – Gimnasia y Esgrima La Plata 2:3 Daniel O. Garnero, Néstor O. Craviotto – Hugo R. Guerra Cabrera, Carlos J. Odriozola (2, 1k)                                  |
| 6 października 1991 | Newell’s Old Boys – Belgrano Córdoba 0:1 Juan G. Spallina |
| 6 października 1991 | River Plate – CA Vélez Sarsfield 1:0 Oscar A. Ruggeri s |
| 6 października 1991 | CA Huracán – Ferro Carril Oeste 2:1 Sergio O. Saturno (k), Javier O. López – Mario G. Pobersnik                                                                               |
| 6 października 1991 | Deportivo Mandiyú – Deportivo Español 2:1 Jorge C. A. Domínguez, Alfredo D. Mendoza Sulewski – Alejandro M. Kenig mecz rozegrany został na stadionie klubu Huracán Corrientes |

### Apertura 7
| Data                 | Mecz |
| -------------------- | --- |
| 12 października 1991 | Racing Club de Avellaneda – Talleres Córdoba 1:2 Rubén W. Paz Márquez – Claudio A. Rivadero, Mario E. Bevilaqua |
| 13 października 1991 | Boca Juniors – Deportivo Mandiyú 2:0 Gabriel O. Amato, Antonio R. Mohamed                                       |
| 13 października 1991 | Deportivo Español – CA Huracán 1:0 José A. Barrella                                                             |
| 13 października 1991 | Ferro Carril Oeste – River Plate 0:1 Ramón A. Díaz                                                              |
| 13 października 1991 | CA Vélez Sarsfield – Newell’s Old Boys 4:1 Esteban F. González (3, 2k), José O. Flores – Julio C. Saldaña       |
| 13 października 1991 | Belgrano Córdoba – Independiente 0:1 Pedro D. Monzón                                                            |
| 13 października 1991 | Gimnasia y Esgrima La Plata – Estudiantes La Plata 2:0 Hugo R. Guerra Cabrera, Carlos J. Odriozola              |
| 13 października 1991 | Rosario Central – San Lorenzo de Almagro 0:1 Rubén D. Rossi                                                     |
| 13 października 1991 | Unión Santa Fe – Argentinos Juniors 2:1 Fabio M. Talarico, Dante A. Fernández – Gustavo J. Pereyra              |
| 13 października 1991 | CA Argentino de Quilmes – CA Platense 1:0 Jorge A. Merlo (k)                                                    |

### Apertura 8
| Data                 | Mecz |
| -------------------- | --- |
| 18 października 1991 | CA Argentino de Quilmes – Boca Juniors 1:2 Osvaldo R. Ingrao – Diego F. Latorre (2) mecz rozegrany został na stadionie klubu Independiente                                  |
| 20 października 1991 | CA Platense – Unión Santa Fe 2:2 Carlos R. González, Javier A. Baena – Ricardo O. Giusti, Ramón M. Centurión (k)                                                            |
| 20 października 1991 | Argentinos Juniors – Rosario Central 2:2 Leonel F. Gancedo, Juan A. Gómez – Alberto O. Boggio, Rodolfo R. García mecz rozegrany został na stadionie klubu Deportivo Español |
| 20 października 1991 | San Lorenzo de Almagro – Racing Club de Avellaneda 0:0 mecz rozegrany został na stadionie klubu Ferro Carril Oeste                                                          |
| 20 października 1991 | Talleres Córdoba – Gimnasia y Esgrima La Plata 1:0 Horacio García |
| 20 października 1991 | Estudiantes La Plata – Belgrano Córdoba 1:1 Hugo M. Noremberg – Pedro M. Olalla Martelli (k)                                                                                |
| 20 października 1991 | Independiente – CA Vélez Sarsfield 1:2 Juan C. Ibáñez – Alejandro V. Mancuso, Christian G. Bassedas                                                                         |
| 20 października 1991 | Newell’s Old Boys – Ferro Carril Oeste 2:2 Julio C. Saldaña, Gustavo D. Raggio (k) – Fabián L. Alegre, Adrián B. Taffarel                                                   |
| 20 października 1991 | River Plate – Deportivo Español 2:1 Ramón A. Díaz (2) – Carlos J. Bustos |
| 20 października 1991 | CA Huracán – Deportivo Mandiyú 3:2 Sergio O. Saturno (2, 1k), Patricio J. Hernández – Jorge C. A. Domínguez, Pedro D. Barrios Delgado                                       |

### Apertura 9
| Data                 | Mecz |
| -------------------- | --- |
| 25 października 1991 | Racing Club de Avellaneda – Argentinos Juniors 0:0                                                                        |
| 26 października 1991 | Rosario Central – CA Platense 1:3 David C. N. Bisconti – Diego G. Díaz, Carlos R. González (2)                            |
| 26 października 1991 | Unión Santa Fe – CA Argentino de Quilmes 0:0                                                                              |
| 27 października 1991 | Boca Juniors – CA Huracán 1:1 Gabriel O. Amato – Guillermo D. Alonso                                                      |
| 27 października 1991 | Deportivo Español – Newell’s Old Boys 1:0 Alejandro M. Kenig                                                              |
| 27 października 1991 | Ferro Carril Oeste – Independiente 2:3 Adrián B. Taffarel, Humberto F. Biazotti – Juan C. Ibáñez (2), Gustavo H. Grondona |
| 27 października 1991 | CA Vélez Sarsfield – Estudiantes La Plata 1:0 Esteban F. González (k)                                                     |
| 27 października 1991 | Belgrano Córdoba – Talleres Córdoba 3:0 Juan G. Spallina, Daniel G. E. Primo, Roberto C. Monserrat                        |
| 27 października 1991 | Gimnasia y Esgrima La Plata – San Lorenzo de Almagro 0:2 Alberto F. Acosta (2)                                            |
| 5 grudnia 1991       | Deportivo Mandiyú – River Plate 0:0 mecz rozegrany został na stadionie klubu Huracán Corrientes                           |

### Apertura 10
| Data             | Mecz |
| ---------------- | --- |
| 1 listopada 1991 | Independiente – Deportivo Español 1:0 Daniel O. Garnero |
| 3 listopada 1991 | Unión Santa Fe – Boca Juniors 0:0 |
| 3 listopada 1991 | CA Argentino de Quilmes – Rosario Central 0:0 |
| 3 listopada 1991 | CA Platense – Racing Club de Avellaneda 2:1 Diego G. Díaz, Carlos R. González – Claudio O. García (k)                                                          |
| 3 listopada 1991 | Argentinos Juniors – Gimnasia y Esgrima La Plata 0:0 mecz rozegrany został na stadionie klubu CA Vélez Sarsfield                                               |
| 3 listopada 1991 | San Lorenzo de Almagro – Belgrano Córdoba 1:1 Gustavo C. Matosas Paidón – Pedro M. Olalla Martelli mecz rozegrany został na stadionie klubu Ferro Carril Oeste |
| 3 listopada 1991 | Talleres Córdoba – CA Vélez Sarsfield 1:0 Ricardo Montenegro mecz przerwany w 88 minucie – wynik zachowano                                                     |
| 3 listopada 1991 | Estudiantes La Plata – Ferro Carril Oeste 0:1 Adrián B. Taffarel                                                                                               |
| 3 listopada 1991 | Newell’s Old Boys – Deportivo Mandiyú 0:1 Alfredo D. Mendoza Sulewski                                                                                          |
| 3 listopada 1991 | River Plate – CA Huracán 1:0 Ramón A. Díaz |

### Apertura 11
| Data              | Mecz |
| ----------------- | --- |
| 8 listopada 1991  | CA Vélez Sarsfield – San Lorenzo de Almagro 1:1 Mario B. Lucca – Alberto F. Acosta                                               |
| 10 listopada 1991 | Boca Juniors – River Plate 0:0                                                                                                   |
| 10 listopada 1991 | CA Huracán – Newell’s Old Boys 1:1 Sergio O. Saturno – Cristian E. Domizi                                                        |
| 10 listopada 1991 | Deportivo Mandiyú – Independiente 1:1 Luis A. Ramos – Juan C. Ibáñez mecz rozegrany został na stadionie klubu Huracán Corrientes |
| 10 listopada 1991 | Deportivo Español – Estudiantes La Plata 3:3 Alejandro M. Kenig (2), Walter A. Parodi – Raúl H. Aredes (2), Edgardo F. Prátola   |
| 10 listopada 1991 | Ferro Carril Oeste – Talleres Córdoba 1:0 Adrián B. Taffarel (k)                                                                 |
| 10 listopada 1991 | Belgrano Córdoba – Argentinos Juniors 1:1 Blas A. Romero Bernal – Juan A. Gómez                                                  |
| 10 listopada 1991 | Gimnasia y Esgrima La Plata – CA Platense 0:0                                                                                    |
| 10 listopada 1991 | Racing Club de Avellaneda – CA Argentino de Quilmes 1:1 Rubén W. Paz Márquez – Daniel A. Delfino                                 |
| 10 listopada 1991 | Rosario Central – Unión Santa Fe 1:0 David C. N. Bisconti                                                                        |

### Apertura 12
| Data              | Mecz |
| ----------------- | --- |
| 15 listopada 1991 | Independiente – CA Huracán 2:0 Abel R. Piva, Juan C. Ibáñez                                                                                      |
| 17 listopada 1991 | Boca Juniors – Rosario Central 1:1 Alberto O. Boggio s – David C. N. Bisconti                                                                    |
| 17 listopada 1991 | Unión Santa Fe – Racing Club de Avellaneda 0:1 Rubén W. Paz Márquez                                                                              |
| 17 listopada 1991 | CA Argentino de Quilmes – Gimnasia y Esgrima La Plata 1:1 Norberto D. Decoud – Hugo R. Guerra Cabrera                                            |
| 17 listopada 1991 | CA Platense – Belgrano Córdoba 0:0 |
| 17 listopada 1991 | Argentinos Juniors – CA Vélez Sarsfield 1:1 Enrique O. Sánchez – Amílcar J. Ivanovic mecz rozegrany został na stadionie klubu Ferro Carril Oeste |
| 17 listopada 1991 | San Lorenzo de Almagro – Ferro Carril Oeste 0:0 mecz rozegrany został na stadionie klubu CA Huracán                                              |
| 17 listopada 1991 | Talleres Córdoba – Deportivo Español 0:0 |
| 17 listopada 1991 | Estudiantes La Plata – Deportivo Mandiyú 3:0 Roberto L. Trotta k, José F. Soto k, Roberto C. Ponte                                               |
| 17 listopada 1991 | Newell’s Old Boys – River Plate 0:1 Fabián A. Garfagnoli s                                                                                       |

### Apertura 13
| Data              | Mecz |
| ----------------- | --- |
| 22 listopada 1991 | Deportivo Mandiyú – Talleres Córdoba 2:1 Félix R. Torres Rodríguez (2, 1k) – Elvio Vázquez mecz rozegrany został na stadionie klubu Huracán Corrientes |
| 24 listopada 1991 | Newell’s Old Boys – Boca Juniors 1:1 Eduardo Berizzo – Ricardo N. Rentera                                                                              |
| 24 listopada 1991 | Belgrano Córdoba – CA Argentino de Quilmes 0:0 |
| 24 listopada 1991 | Gimnasia y Esgrima La Plata – Unión Santa Fe 3:1 Hugo R. Guerra Cabrera (2), William G. Miranda Correa – Carlos A. Mayor                               |
| 24 listopada 1991 | Racing Club de Avellaneda – Rosario Central 1:1 Luis A. Carranza – David C. N. Bisconti                                                                |
| 25 listopada 1991 | River Plate – Independiente 3:1 Leonardo R. Astrada, Sergio A. Berti, Guillermo D. Rivarola – Néstor F. Villarreal                                     |
| 25 listopada 1991 | CA Huracán – Estudiantes La Plata 2:0 Patricio J. Hernández, Sergio O. Saturno                                                                         |
| 25 listopada 1991 | Deportivo Español – San Lorenzo de Almagro 1:1 Alejandro M. Kenig – José D. Ponce                                                                      |
| 25 listopada 1991 | Ferro Carril Oeste – Argentinos Juniors 1:1 Hugo L. Pérez – Carlos J. Netto                                                                            |
| 25 listopada 1991 | CA Vélez Sarsfield – CA Platense 2:2 Esteban F. González (2, 1k) – Darío O. Scotto (2)                                                                 |

### Apertura 14
| Data              | Mecz |
| ----------------- | --- |
| 27 listopada 1991 | Boca Juniors – Racing Club de Avellaneda 0:0 |
| 27 listopada 1991 | Rosario Central – Gimnasia y Esgrima La Plata 0:0 |
| 27 listopada 1991 | Unión Santa Fe – Belgrano Córdoba 1:2 Dante A. Fernández – Luis E. Sosa Tieri, Juan G. Spallina                                                                                                   |
| 28 listopada 1991 | CA Argentino de Quilmes – CA Vélez Sarsfield 1:2 Jorge A. Merlo – Esteban F. González (2) |
| 28 listopada 1991 | CA Platense – Ferro Carril Oeste 0:0 |
| 28 listopada 1991 | Argentinos Juniors – Deportivo Español 5:2 Christian J. Trapasso (3), Diego Cagna, Walter F. Zermatten – Marcelo O. Caviglia, Raúl A. Peralta mecz rozegrany został na stadionie klubu CA Huracán |
| 28 listopada 1991 | San Lorenzo de Almagro – Deportivo Mandiyú 2:2 Adrián C. Czornomaz, César J. Vega Perrone s – José L. Restelli, Mario T. Orta Olita mecz rozegrany został na stadionie klubu Ferro Carril Oeste   |
| 28 listopada 1991 | Talleres Córdoba – CA Huracán 1:1 Juan C. Ruiz Díaz Parri – Sergio O. Saturno |
| 28 listopada 1991 | Independiente – Newell’s Old Boys 0:3 Cristian E. Domizzi, Ricardo G. Lunari, Julio A. Zamora |
| 18 grudnia 1991   | Estudiantes La Plata – River Plate 2:2 Raúl H. Aredes, Roberto L. Trotta – Sergio A. Berti, Walter G. Silvani mecz rozegrany został na stadionie klubu Independiente                              |

### Apertura 15
| Data           | Mecz |
| -------------- | --- |
| 1 grudnia 1991 | Independiente – Boca Juniors 1:1 Daniel O. Garnero – Roberto Cabañas González |
| 1 grudnia 1991 | Newell’s Old Boys – Estudiantes La Plata 3:0 Cristian E. Domizzi, Julio A. Zamora, Ricardo G. Lunari                                                                                    |
| 1 grudnia 1991 | River Plate – Talleres Córdoba 5:1 Sergio A. Berti, Ramón A. Díaz (3, 1k), Ramón I. Medina Bello – Juan C. Ruiz Díaz Parri                                                              |
| 1 grudnia 1991 | CA Huracán – San Lorenzo de Almagro 2:2 Sergio O. Saturno, Hugo A. Morales – Flavio G. Zandoná, Alberto F. Acosta                                                                       |
| 1 grudnia 1991 | Deportivo Mandiyú – Argentinos Juniors 3:0 Félix R. Torres Rodríguez, Pedro D. Barrios Delgado, Alfredo D. Mendoza Sulewski mecz rozegrany został na stadionie klubu Huracán Corrientes |
| 1 grudnia 1991 | Deportivo Español – CA Platense 1:1 José A. Barrella – Ariel G. Orellano |
| 1 grudnia 1991 | Ferro Carril Oeste – CA Argentino de Quilmes 1:0 Adrián B. Taffarel |
| 1 grudnia 1991 | CA Vélez Sarsfield – Unión Santa Fe 2:0 Ricardo A. Gareca (2) |
| 1 grudnia 1991 | Belgrano Córdoba – Rosario Central 1:1 Marcelo H. Bonetto – David C. N. Bisconti (k) |
| 1 grudnia 1991 | Gimnasia y Esgrima La Plata – Racing Club de Avellaneda 1:1 Pablo J. Morant – Juan R. Fleita                                                                                            |

### Apertura 16
| Data           | Mecz |
| -------------- | --- |
| 6 grudnia 1991 | Boca Juniors – Gimnasia y Esgrima La Plata 3:1 Roberto Cabañas González, Diego F. Latorre, Blas A. Giunta – Pablo G. Piro                                    |
| 7 grudnia 1991 | Rosario Central – CA Vélez Sarsfield 0:2 Norberto Ortega Sánchez, Ricardo A. Gareca                                                                          |
| 7 grudnia 1991 | Unión Santa Fe – Ferro Carril Oeste 0:0 |
| 8 grudnia 1991 | Racing Club de Avellaneda – Belgrano Córdoba 2:1 Walter R. Paz Márquez, Claudio O. García (k) – Juan G. Spallina                                             |
| 8 grudnia 1991 | CA Argentino de Quilmes – Deportivo Español 2:4 Jorge A. Merlo, Norberto D. Decoud – Marcelo O. Caviglia (2), Richard E. Tavares Almeida s, Walter A. Parodi |
| 8 grudnia 1991 | CA Platense – Deportivo Mandiyú 2:0 Alejandro M. Russo, Fernando D. Lavezzi według RSSSF mecz rozegrany został na stadionie klubu Estudiantes La Plata       |
| 8 grudnia 1991 | Argentinos Juniors – CA Huracán 0:1 Walter F. De Felippe mecz rozegrany został na stadionie klubu Ferro Carril Oeste                                         |
| 8 grudnia 1991 | San Lorenzo de Almagro – River Plate 2:0 Claudio H. Zacarías, Roberto O. García mecz rozegrany został na stadionie klubu CA Vélez Sarsfield                  |
| 8 grudnia 1991 | Talleres Córdoba – Newell’s Old Boys 0:0 |
| 8 grudnia 1991 | Estudiantes La Plata – Independiente 1:0 Fredy O. Vera |

### Apertura 17
| Data            | Mecz |
| --------------- | --- |
| 11 grudnia 1991 | Independiente – Talleres Córdoba 2:1 Martín F. Ubaldi, Darío A. Siviski – Juan C. Ruiz Díaz Parri |
| 11 grudnia 1991 | Newell’s Old Boys – San Lorenzo de Almagro 1:1 Eduardo Berizzo (k) – Roberto O. García |
| 11 grudnia 1991 | CA Huracán – CA Platense 0:1 Alfredo R. Cascini |
| 11 grudnia 1991 | Deportivo Mandiyú – CA Argentino de Quilmes 3:0 Luis A. Ramos (3) mecz rozegrany został na stadionie klubu Huracán Corrientes |
| 11 grudnia 1991 | Deportivo Español – Unión Santa Fe 2:1 Marcelo O. Caviglia, José L. Rodríguez – Ricardo O. Giusti |
| 11 grudnia 1991 | Ferro Carril Oeste – Rosario Central 1:3 Mario G. Pobersnik – Marcelo A. Delgado (2), Adrián A. Mahía |
| 11 grudnia 1991 | CA Vélez Sarsfield – Racing Club de Avellaneda 0:2 Cosme J. U. Zaccanti (2) |
| 11 grudnia 1991 | Belgrano Córdoba – Gimnasia y Esgrima La Plata 0:1 Carlos J. Odriozola |
| 12 grudnia 1991 | Estudiantes La Plata – Boca Juniors 1:0 Roberto L. Trotta |
| 12 grudnia 1991 | River Plate – Argentinos Juniors 0:1 (0:0) Widzowie: 27 833 Sędzia: Guillermo Marconi Bramki: 0:1 Diego Cagna 60 Club Atlético River Plate: A.Comizzo (J.Miguel) – F.Basualdo (J.Gordillo), N.Higuaín, G.Rivarola, C.Enrique – J.Toresani, G.Zapata, H.Díaz, S.Berti – R.Medina Bello, W.Silvani. Trener: Daniel Alberto Passarella. Asociación Atlética Argentinos Juniors: C.Goyén – F.Batista (J.Gómez), Cejas, O.Rodríguez, C.Mac Allister – C.Netto, F.Cáceres, L.Gancedo, Diego Cagna – A.Vidal González (Ramallo), Trapasso. Trener: José Yudica. |

### Apertura 18
| Data            | Mecz |
| --------------- | --- |
| 14 grudnia 1991 | CA Platense – River Plate 0:1 Sergio A. Berti mecz rozegrany został na stadionie klubu Independiente                                                                         |
| 15 grudnia 1991 | Boca Juniors – Belgrano Córdoba 0:0 |
| 15 grudnia 1991 | Gimnasia y Esgrima La Plata – CA Vélez Sarsfield 1:0 Hugo R. Guerra Cabrera                                                                                                  |
| 15 grudnia 1991 | Racing Club de Avellaneda – Ferro Carril Oeste 0:0 |
| 15 grudnia 1991 | Rosario Central – Deportivo Español 1:1 David C. N. Bisconti (k) – Luis A. Correa                                                                                            |
| 15 grudnia 1991 | Unión Santa Fe – Deportivo Mandiyú 1:0 Raúl A. Armando |
| 15 grudnia 1991 | CA Argentino de Quilmes – CA Huracán 0:0 |
| 15 grudnia 1991 | Argentinos Juniors – Newell’s Old Boys 1:1 Christian J. Trapasso (k) – Rubén E. A. Bihurriet mecz rozegrany został na stadionie klubu Deportivo Español                      |
| 15 grudnia 1991 | San Lorenzo de Almagro – Independiente 2:2 Rubén D. Rossi, Roberto O. García – Darío A. Siviski, Hermes A. Desio mecz rozegrany został na stadionie klubu Ferro Carril Oeste |
| 15 grudnia 1991 | Talleres Córdoba – Estudiantes La Plata 1:1 Mario E. Bevilaqua – Daniel F. Peinado                                                                                           |

### Apertura 19
| Data            | Mecz |
| --------------- | --- |
| 22 grudnia 1991 | Talleres Córdoba – Boca Juniors 0:1 Ariel E. Boldrini |
| 22 grudnia 1991 | Estudiantes La Plata – San Lorenzo de Almagro 0:2 Flavio G. Zandoná, Alberto F. Acosta |
| 22 grudnia 1991 | Independiente – Argentinos Juniors 1:1 Darío A. Siviski – Carlos J. Netto |
| 22 grudnia 1991 | Newell’s Old Boys – CA Platense 0:0 |
| 22 grudnia 1991 | River Plate – CA Argentino de Quilmes 5:1 Ramón A. Díaz (3), Hernán E. Díaz, Claudio A. Spontón (k) – Norberto D. Decoud                                                                                       |
| 22 grudnia 1991 | CA Huracán – Unión Santa Fe 3:1 Rodolfo G. Flores, Carlos G. Amodeo, Javier O. López – Raúl A. Armando |
| 22 grudnia 1991 | Deportivo Mandiyú – Rosario Central 3:1 Pedro D. Barrios Delgado, Félix R. Torres Rodríguez (2) – Adrián A. Mahía mecz rozegrany został na stadionie klubu Huracán Corrientes                                  |
| 22 grudnia 1991 | Deportivo Español – Racing Club de Avellaneda 0:1 Rubén W. Paz Márquez |
| 22 grudnia 1991 | Ferro Carril Oeste – Gimnasia y Esgrima La Plata 3:1 Claudio A. Cristofanelli, Humberto F. Biazotti, Hugo L. Pérez – Hugo R. Guerra Cabrera według RSSSF mecz rozegrany został na stadionie klubu Boca Juniors |
| 22 grudnia 1991 | CA Vélez Sarsfield – Belgrano Córdoba 2:2 Ricardo A. Gareca, Esteban F. González – Juan G. Spallina (2) |

### Tabela końcowa Apertura 1991/1992
| Poz | Klub                        | Mecze | Zw | Rem | Por | Pkt | BrZd | BrStr |
| --- | --------------------------- | ----- | -- | --- | --- | --- | ---- | ----- |
| 1   | River Plate                 | 19    | 14 | 3   | 2   | 31  | 33   | 11    |
| 2   | Boca Juniors                | 19    | 7  | 10  | 2   | 24  | 22   | 15    |
| 3   | San Lorenzo de Almagro      | 19    | 4  | 14  | 1   | 22  | 20   | 14    |
| 4   | CA Vélez Sarsfield          | 19    | 8  | 5   | 6   | 21  | 27   | 18    |
| 5   | Gimnasia y Esgrima La Plata | 19    | 7  | 7   | 5   | 21  | 16   | 17    |
| 6   | Deportivo Mandiyú           | 19    | 7  | 6   | 6   | 20  | 22   | 20    |
| 7   | CA Platense                 | 19    | 5  | 10  | 4   | 20  | 16   | 14    |
| 8   | Talleres Córdoba            | 19    | 7  | 6   | 6   | 20  | 19   | 21    |
| 9   | Argentinos Juniors          | 19    | 4  | 11  | 4   | 19  | 18   | 18    |
| 10  | Ferro Carril Oeste          | 19    | 6  | 7   | 6   | 19  | 16   | 16    |
| 11  | Independiente               | 19    | 6  | 7   | 6   | 19  | 20   | 21    |
| 12  | CA Huracán                  | 19    | 5  | 9   | 5   | 19  | 18   | 21    |
| 13  | Racing Club de Avellaneda   | 19    | 4  | 10  | 5   | 18  | 14   | 14    |
| 14  | Deportivo Español           | 19    | 6  | 6   | 7   | 18  | 23   | 25    |
| 15  | Belgrano Córdoba            | 19    | 3  | 11  | 5   | 17  | 15   | 17    |
| 16  | Rosario Central             | 19    | 4  | 9   | 6   | 17  | 17   | 21    |
| 17  | Estudiantes La Plata        | 19    | 4  | 8   | 7   | 16  | 14   | 21    |
| 18  | Newell’s Old Boys           | 19    | 3  | 9   | 7   | 15  | 14   | 16    |
| 19  | Unión Santa Fe              | 19    | 3  | 8   | 8   | 14  | 13   | 21    |
| 20  | CA Argentino de Quilmes     | 19    | 1  | 8   | 10  | 10  | 9    | 25    |

### Klasyfikacja strzelców bramek
| Gole | Piłkarz          | Klub                        |
| ---- | ---------------- | --------------------------- |
| 14   | Ramón Díaz       | River Plate                 |
| 11   | Esteban González | CA Vélez Sarsfield          |
| 8    | Hugo Guerra      | Gimnasia y Esgrima La Plata |
| 7    | David Bisconti   | Rosario Central             |
| 7    | Roberto Cabańas  | Boca Juniors                |
| 7    | Juan Ruiz Díaz   | Talleres Córdoba            |
| 7    | Sergio Saturno   | CA Huracán                  |

## Torneo Clausura 1991/1992

### Clausura 1
| Data           | Mecz |
| -------------- | --- |
| 21 lutego 1992 | River Plate – Unión Santa Fe 2:1 Sergio A. Berti, Julio C. Toresani – Gustavo A. Neffa                                                                             |
| 23 lutego 1992 | CA Vélez Sarsfield – Boca Juniors 1:0 Roberto L. Trotta |
| 23 lutego 1992 | Ferro Carril Oeste – Belgrano Córdoba 2:1 Adrián B. Taffarel, Alfredo D. Turdó – Blas A. Romero Bernal                                                             |
| 23 lutego 1992 | Deportivo Español – Gimnasia y Esgrima La Plata 2:1 José F. Albornoz, José A. Barrella – William G. Miranda Correa                                                 |
| 23 lutego 1992 | Deportivo Mandiyú – Racing Club de Avellaneda 1:2 Jorge C. A. Domínguez – Carlos L. Torres Martínez, ? mecz rozegrany został na stadionie klubu Huracán Corrientes |
| 23 lutego 1992 | CA Huracán – Rosario Central 2:0 Jorge E. Cruz Cruz (2) |
| 23 lutego 1992 | Newell’s Old Boys – CA Argentino de Quilmes 2:0 Cristian E. Domizzi, Alfredo D. Mendoza Sulewski                                                                   |
| 23 lutego 1992 | Independiente – CA Platense 2:1 Ramón A. M. Hicks, Néstor O. Craviotto – Alfredo R. Cascini                                                                        |
| 23 lutego 1992 | Estudiantes La Plata – Argentinos Juniors 2:2 Félix R. Torres Rodríguez, Hugo M. Noremberg – Christian J. Trapasso, Leonel F. Gancedo                              |
| 23 lutego 1992 | Talleres Córdoba – San Lorenzo de Almagro 2:0 Mario E. Bevilaqua, Catalino Rivarola Méndez                                                                         |

### Clausura 2
| Data           | Mecz |
| -------------- | --- |
| 28 lutego 1992 | Racing Club de Avellaneda – CA Huracán 0:0 |
| 29 lutego 1992 | Unión Santa Fe – Newell’s Old Boys 0:0 |
| 1 marca 1992   | Boca Juniors – San Lorenzo de Almagro 2:0 Diego F. Latorre, Roberto Cabañas González                                                                         |
| 1 marca 1992   | Argentinos Juniors – Talleres Córdoba 0:1 Mario E. Bevilaqua mecz rozegrany został na stadionie klubu Ferro Carril Oeste                                     |
| 1 marca 1992   | CA Platense – Estudiantes La Plata 5:1 Darío O. Scotto (2, 1k), Marcelo F. Romagnoli, David M. Dalla Líbera (k), Diego G. Díaz – Raúl H. Aredes              |
| 1 marca 1992   | CA Argentino de Quilmes – Independiente 2:0 Juan E. Peralta, Emilio A. Kalujerovich (k)                                                                      |
| 1 marca 1992   | Rosario Central – River Plate 1:4 Leonardo C. Madelón – Edgardo Bauza s, Walter G. Silvani, Guillermo D. Rivarola (k), Ramón I. Medina Bello                 |
| 1 marca 1992   | Gimnasia y Esgrima La Plata – Deportivo Mandiyú 3:3 Hugo R. Guerra Cabrera (3) – Pedro D. Barrios Delgado (k), Julio J. Olarticoechea, Jorge C. A. Domínguez |
| 1 marca 1992   | Belgrano Córdoba – Deportivo Español 0:1 José A. Batista González                                                                                            |
| 1 marca 1992   | CA Vélez Sarsfield – Ferro Carril Oeste 1:1 Ricardo A. Gareca – Alfredo D. Turdó                                                                             |

### Clausura 3
| Data         | Mecz |
| ------------ | --- |
| 6 marca 1992 | Independiente – Unión Santa Fe 1:1 Walter A. Boldorini – Gustavo A. Neffa                                                                                     |
| 8 marca 1992 | Ferro Carril Oeste – Boca Juniors 0:1 Antonio Apud |
| 8 marca 1992 | Deportivo Español – CA Vélez Sarsfield 1:1 Marcelo O. Caviglia – Ricardo A. Gareca                                                                            |
| 8 marca 1992 | Deportivo Mandiyú – Belgrano Córdoba 1:0 Jorge C. A. Domínguez mecz rozegrany został na stadionie klubu Huracán Corrientes                                    |
| 8 marca 1992 | CA Huracán – Gimnasia y Esgrima La Plata 3:2 José T. Serrizuela, Javier O. López, Jorge E. Cruz Cruz – Carlos J. Odriozola, Guillermo O. Sanguinetti Giordano |
| 8 marca 1992 | River Plate – Racing Club de Avellaneda 1:1 José H. Basualdo s – Carlos L. Torres Martínez                                                                    |
| 8 marca 1992 | Newell’s Old Boys – Rosario Central 1:0 Cristian E. Domizzi mecz przerwany w 88 minucie – wynik zachowano                                                     |
| 8 marca 1992 | Estudiantes La Plata – CA Argentino de Quilmes 5:1 Fredy O. Vera (2), Raúl H. Aredes, Félix R. Torres Rodríguez (2, 1k) – Martín A. Di Diego                  |
| 8 marca 1992 | Talleres Córdoba – CA Platense 0:0 |
| 8 marca 1992 | San Lorenzo de Almagro – Argentinos Juniors 0:2 Diego Cagna, Leonel F. Gancedo mecz rozegrany został na stadionie klubu CA Vélez Sarsfield                    |

### Clausura 4
| Data          | Mecz |
| ------------- | --- |
| 13 marca 1992 | Boca Juniors – Argentinos Juniors 1:0 Diego F. Latorre                                                                                               |
| 15 marca 1992 | CA Platense – San Lorenzo de Almagro 1:0 Darío O. Scotto                                                                                             |
| 15 marca 1992 | CA Argentino de Quilmes – Talleres Córdoba 2:0 Juan E. Peralta, Leonardo J. Alessi                                                                   |
| 15 marca 1992 | Unión Santa Fe – Estudiantes La Plata 1:1 Ricardo O. Giusti – Félix R. Torres Rodríguez                                                              |
| 15 marca 1992 | Rosario Central – Independiente 0:3 Juan C. Ibáñez, Néstor F. Villarreal, Martín F. Ubaldi                                                           |
| 15 marca 1992 | Racing Club de Avellaneda – Newell’s Old Boys 0:1 Ricardo G. Lunari                                                                                  |
| 15 marca 1992 | Gimnasia y Esgrima La Plata – River Plate 2:3 Guillermo Barros Schelotto, Hugo R. Guerra Cabrera – Walter G. Silvani (2), Ramón I. Medina Bello      |
| 15 marca 1992 | Belgrano Córdoba – CA Huracán 2:0 Germán G. Del Pino, Luis E. Sosa Tieri                                                                             |
| 15 marca 1992 | CA Vélez Sarsfield – Deportivo Mandiyú 4:1 Roberto L. Trotta, Norberto Ortega Sánchez, Christian G. Bassedas, Marcelo A. Gómez – Roberto L. Trotta s |
| 15 marca 1992 | Ferro Carril Oeste – Deportivo Español 1:1 Daniel A. González – Marcelo O. Caviglia                                                                  |

### Clausura 5
| Data          | Mecz |
| ------------- | --- |
| 20 marca 1992 | Deportivo Español – Boca Juniors 1:1 Marcelo O. Caviglia – Diego F. Latorre mecz rozegrany został na stadionie klubu CA Vélez Sarsfield                               |
| 22 marca 1992 | Deportivo Mandiyú – Ferro Carril Oeste 0:4 Humberto F. Biazotti (2), Mario G. Pobersnik, Alfredo D. Turdó mecz rozegrany został na stadionie klubu Huracán Corrientes |
| 22 marca 1992 | CA Huracán – CA Vélez Sarsfield 2:1 Hugo A. Morales, Héctor M. Herrero – Alejandro V. Mancuso                                                                         |
| 22 marca 1992 | River Plate – Belgrano Córdoba 2:2 Julio C. Toresani, Walter G. Silvani – Juan G. Spallina, Luis E. Sosa Tieri                                                        |
| 22 marca 1992 | Newell’s Old Boys – Gimnasia y Esgrima La Plata 1:0 Eduardo Berizzo (k)                                                                                               |
| 22 marca 1992 | Independiente – Racing Club de Avellaneda 0:0 |
| 22 marca 1992 | Estudiantes La Plata – Rosario Central 0:3 David C. N. Bisconti, Claudio F. Ubeda (2)                                                                                 |
| 22 marca 1992 | Talleres Córdoba – Unión Santa Fe 0:0 |
| 22 marca 1992 | San Lorenzo de Almagro – CA Argentino de Quilmes 1:0 Néstor R. Gorosito (k) mecz rozegrany został na stadionie klubu Ferro Carril Oeste                               |
| 22 marca 1992 | Argentinos Juniors – CA Platense 0:1 Alfredo R. Cascini mecz rozegrany został na stadionie klubu CA Vélez Sarsfield                                                   |

### Clausura 6
| Data          | Mecz |
| ------------- | --- |
| 27 marca 1992 | Racing Club de Avellaneda – Estudiantes La Plata 1:1 Claudio O. García – Juan C. Ramírez                                     |
| 27 marca 1992 | Belgrano Córdoba – Newell’s Old Boys 1:3 Roberto C. Monserrat – Gerardo D. Martino, Julio C. Saldaña, Mauricio R. Pochettino |
| 28 marca 1992 | Unión Santa Fe – San Lorenzo de Almagro 2:0 Raúl A. Armando, Néstor O. González                                              |
| 29 marca 1992 | Boca Juniors – CA Platense 2:0 José L. Villarreal (k), Sergio O. Saturno                                                     |
| 29 marca 1992 | CA Argentino de Quilmes – Argentinos Juniors 2:2 Juan E. Peralta (2) – Christian J. Trapasso, Lorenzo O. Sáez                |
| 29 marca 1992 | Rosario Central – Talleres Córdoba 1:0 David C. N. Bisconti                                                                  |
| 29 marca 1992 | Gimnasia y Esgrima La Plata – Independiente 1:1 William G. Miranda Correa – Darío H. Ortiz s                                 |
| 29 marca 1992 | CA Vélez Sarsfield – River Plate 1:1 Horacio J. Bidevich – Ramón I. Medina Bello                                             |
| 29 marca 1992 | Ferro Carril Oeste – CA Huracán 0:0                                                                                          |
| 29 marca 1992 | Deportivo Español – Deportivo Mandiyú 4:0 Néstor A. Sassone, Leonel Rocco Herrera s, Sergio A. Zanetti, Pablo A. Michelini   |

### Clausura 7
| Data            | Mecz |
| --------------- | --- |
| 5 kwietnia 1992 | Deportivo Mandiyú – Boca Juniors 0:1 Walter R. Pico mecz rozegrany został na stadionie klubu Huracán Corrientes                                                                                   |
| 5 kwietnia 1992 | CA Huracán – Deportivo Español 0:0 |
| 5 kwietnia 1992 | River Plate – Ferro Carril Oeste 1:1 Oscar R. Acosta – Fabián L. Alegre |
| 5 kwietnia 1992 | Newell’s Old Boys – CA Vélez Sarsfield 2:2 Julio C. Saldaña, Alfredo D. Mendoza Sulewski – Esteban F. González (2, 1k)                                                                            |
| 5 kwietnia 1992 | Independiente – Belgrano Córdoba 1:2 Néstor F. Villarreal (k) – Roberto C. Monserrat, Juan G. Spallina                                                                                            |
| 5 kwietnia 1992 | Estudiantes La Plata – Gimnasia y Esgrima La Plata 0:1 José B. Perdomo |
| 5 kwietnia 1992 | Talleres Córdoba – Racing Club de Avellaneda 1:1 Fernando F. Fernández – Cosme J. U. Zaccanti |
| 5 kwietnia 1992 | San Lorenzo de Almagro – Rosario Central 1:3 Alberto F. Acosta – Marcelo A. Delgado, Leonardo C. Madelón, Gustavo C. Matosas Paidón s mecz rozegrany został na stadionie klubu Ferro Carril Oeste |
| 5 kwietnia 1992 | Argentinos Juniors – Unión Santa Fe 0:0 mecz rozegrany został na stadionie klubu Deportivo Español                                                                                                |
| 5 kwietnia 1992 | CA Platense – CA Argentino de Quilmes 3:1 Darío O. Scotto (2), Carlos R. González – Emilio A. Kalujerovich (k)                                                                                    |

### Clausura 8
| Data             | Mecz |
| ---------------- | --- |
| 10 kwietnia 1992 | CA Vélez Sarsfield – Independiente 2:2 Ricardo A. Gareca, José O. Flores – Gustavo H. Grondona, Martín F. Ubaldi                               |
| 12 kwietnia 1992 | Boca Juniors – CA Argentino de Quilmes 1:0 Diego F. Latorre                                                                                    |
| 12 kwietnia 1992 | Unión Santa Fe – CA Platense 0:2 Darío O. Scotto, Carlos R. González                                                                           |
| 12 kwietnia 1992 | Rosario Central – Argentinos Juniors 3:0 Gustavo G. Falaschi, Pedro D. Uliambre, Cristian R. Daniele                                           |
| 12 kwietnia 1992 | Racing Club de Avellaneda – San Lorenzo de Almagro 1:2 Claudio O. García (k) – Flavio G. Zandoná, Alberto F. Acosta                            |
| 12 kwietnia 1992 | Gimnasia y Esgrima La Plata – Talleres Córdoba 2:0 William G. Miranda Correa, Fabián O. Fernández                                              |
| 12 kwietnia 1992 | Belgrano Córdoba – Estudiantes La Plata 3:0 Juan G. Spallina, Luis F. Artime (2)                                                               |
| 12 kwietnia 1992 | Ferro Carril Oeste – Newell’s Old Boys 0:1 Alfredo D. Mendoza Sulewski                                                                         |
| 12 kwietnia 1992 | Deportivo Español – River Plate 0:2 José A. Batista González s, Fabián A. Basualdo mecz rozegrany został na stadionie klubu CA Vélez Sarsfield |
| 12 kwietnia 1992 | Deportivo Mandiyú – CA Huracán 0:0 mecz rozegrany został na stadionie klubu Huracán Corrientes                                                 |

### Clausura 9
| Data             | Mecz |
| ---------------- | --- |
| 17 kwietnia 1992 | River Plate – Deportivo Mandiyú 2:0 Ramón A. Díaz (2, 1k)                                                            |
| 19 kwietnia 1992 | CA Huracán – Boca Juniors 0:2 José L. Villarreal (k), Diego F. Latorre                                               |
| 19 kwietnia 1992 | Newell’s Old Boys – Deportivo Español 1:1 Lukas N. Tudor Bakulic – Marcelo O. Caviglia                               |
| 19 kwietnia 1992 | Independiente – Ferro Carril Oeste 1:0 Gustavo H. Grondona                                                           |
| 19 kwietnia 1992 | Estudiantes La Plata – CA Vélez Sarsfield 1:1 Félix R. Torres Rodríguez – Esteban F. González                        |
| 19 kwietnia 1992 | Talleres Córdoba – Belgrano Córdoba 1:2 Claudio A. Rivadero – Roberto C. Monserrat, Luis F. Artime                   |
| 19 kwietnia 1992 | San Lorenzo de Almagro – Gimnasia y Esgrima La Plata 0:0 mecz rozegrany został na stadionie klubu Ferro Carril Oeste |
| 19 kwietnia 1992 | Argentinos Juniors – Racing Club de Avellaneda 0:0 mecz rozegrany został na stadionie klubu CA Vélez Sarsfield       |
| 19 kwietnia 1992 | CA Platense – Rosario Central 5:0 Daniel O. Cravero, Darío O. Scotto (3, 1k), Alfredo R. Cascini                     |
| 19 kwietnia 1992 | CA Argentino de Quilmes – Unión Santa Fe 2:1 Leonardo J. Colombo, Nelson D. Vivas – Gustavo A. Neffa                 |

### Clausura 10
| Data             | Mecz |
| ---------------- | --- |
| 24 kwietnia 1992 | Boca Juniors – Unión Santa Fe 2:1 Blas A. Giunta, Alberto J. Márcico – Darío G. Cabrol (k)                                                               |
| 26 kwietnia 1992 | Rosario Central – CA Argentino de Quilmes 1:0 Adrián A. Mahía                                                                                            |
| 26 kwietnia 1992 | Racing Club de Avellaneda – CA Platense 0:1 Marcelo Rufini                                                                                               |
| 26 kwietnia 1992 | Gimnasia y Esgrima La Plata – Argentinos Juniors 3:2 Guillermo Barros Schelotto, José B. Perdomo, José M. Bianco – Carlos J. Netto, Jorge H. San Esteban |
| 26 kwietnia 1992 | Belgrano Córdoba – San Lorenzo de Almagro 1:1 Juan G. Spallina – Mario A. Ballarino                                                                      |
| 26 kwietnia 1992 | CA Vélez Sarsfield – Talleres Córdoba 1:0 José O. Flores                                                                                                 |
| 26 kwietnia 1992 | Ferro Carril Oeste – Estudiantes La Plata 1:0 Daniel A. González                                                                                         |
| 26 kwietnia 1992 | Deportivo Español – Independiente 1:0 Walter A. Parodi                                                                                                   |
| 26 kwietnia 1992 | Deportivo Mandiyú – Newell’s Old Boys 0:0 mecz rozegrany został na stadionie klubu Huracán Corrientes                                                    |
| 26 kwietnia 1992 | CA Huracán – River Plate 1:1 Jorge E. Cruz Cruz – Ramón A. Díaz                                                                                          |

### Clausura 11
| Data        | Mecz |
| ----------- | --- |
| 2 maja 1992 | San Lorenzo de Almagro – CA Vélez Sarsfield 2:3 Alejandro O. Simionato, Miguel Roa – Oscar A. Ruggeri, Mauricio Pellegrino, Esteban F. González mecz rozegrany został na stadionie klubu Ferro Carril Oeste |
| 3 maja 1992 | River Plate – Boca Juniors 2:2 Sergio A. Berti, Ramón A. Díaz (k) – Diego F. Latorre (2) |
| 3 maja 1992 | Newell’s Old Boys – CA Huracán 2:1 Julio A. Zamora, Cristian E. Domizzi – Fernando H. Quiroz |
| 3 maja 1992 | Independiente – Deportivo Mandiyú 0:0 |
| 3 maja 1992 | Estudiantes La Plata – Deportivo Español 1:1 Félix R. Torres Rodríguez – José A. Batista González |
| 3 maja 1992 | Talleres Córdoba – Ferro Carril Oeste 0:0 |
| 3 maja 1992 | Argentinos Juniors – Belgrano Córdoba 0:1 Marcelo H. Bonetto mecz rozegrany został na stadionie klubu Atlanta Buenos Aires                                                                                  |
| 3 maja 1992 | CA Platense – Gimnasia y Esgrima La Plata 0:0 |
| 3 maja 1992 | CA Argentino de Quilmes – Racing Club de Avellaneda 0:2 Néstor A. Fabbri, Carlos L. Torres Martínez |
| 3 maja 1992 | Unión Santa Fe – Rosario Central 0:0 |

### Clausura 12
| Data         | Mecz |
| ------------ | --- |
| 8 maja 1992  | CA Huracán – Independiente 0:2 Gustavo A. López (2)                                                                               |
| 10 maja 1992 | Rosario Central – Boca Juniors 3:0 Pedro D. Uliambre, Hugo A. Galloni, David C. N. Bisconti                                       |
| 10 maja 1992 | Racing Club de Avellaneda – Unión Santa Fe 0:0                                                                                    |
| 10 maja 1992 | Gimnasia y Esgrima La Plata – CA Argentino de Quilmes 3:0 Fabián O. Fernández, Guillermo Barros Schelotto, Hugo R. Guerra Cabrera |
| 10 maja 1992 | Belgrano Córdoba – CA Platense 1:1 Juan G. Spallina – Diego G. Díaz                                                               |
| 10 maja 1992 | CA Vélez Sarsfield – Argentinos Juniors 1:0 José O. Flores                                                                        |
| 10 maja 1992 | Ferro Carril Oeste – San Lorenzo de Almagro 1:0 Fabián L. Alegre                                                                  |
| 10 maja 1992 | Deportivo Español – Talleres Córdoba 1:1 Carlos J. Bustos – Horacio García                                                        |
| 10 maja 1992 | Deportivo Mandiyú – Estudiantes La Plata 0:0 mecz rozegrany został na stadionie klubu Huracán Corrientes                          |
| 10 maja 1992 | River Plate – Newell’s Old Boys 0:5 Sergio A. Berti, Fernando A. Gamboa, Ricardo G. Lunari (2), Lukas N. Tudor Bakulic            |

### Clausura 13
| Data         | Mecz |
| ------------ | --- |
| 17 maja 1992 | Boca Juniors – Newell’s Old Boys 1:1 Alberto J. Márcico – Alfredo D. Mendoza Sulewski |
| 17 maja 1992 | Independiente – River Plate 1:1 Néstor O. Craviotto – Ramón A. Díaz |
| 17 maja 1992 | Estudiantes La Plata – CA Huracán 0:0 |
| 17 maja 1992 | San Lorenzo de Almagro – Deportivo Español 1:1 Mario A. Ballarino – José L. Rodríguez mecz rozegrany został na stadionie klubu Ferro Carril Oeste                                            |
| 17 maja 1992 | Argentinos Juniors – Ferro Carril Oeste 4:1 Lorenzo O. Sáez (2), Roberto A. Mogrovejo, Víctor G. Molina s – Daniel A. González mecz rozegrany został na stadionie klubu Atlanta Buenos Aires |
| 17 maja 1992 | CA Platense – CA Vélez Sarsfield 0:2 Esteban F. González (2) |
| 17 maja 1992 | CA Argentino de Quilmes – Belgrano Córdoba 0:0 |
| 17 maja 1992 | Unión Santa Fe – Gimnasia y Esgrima La Plata 0:0 |
| 17 maja 1992 | Rosario Central – Racing Club de Avellaneda 0:1 Carlos L. Torres Martínez |
| 18 maja 1992 | Talleres Córdoba – Deportivo Mandiyú 2:2 Elvio Vázquez (k), Mario E. Bevilaqua – Luis A. Ramos, Ramón V. Castro                                                                              |

### Clausura 14
| Data            | Mecz |
| --------------- | --- |
| 24 maja 1992    | Gimnasia y Esgrima La Plata – Rosario Central 1:0 Guillermo Barros Schelotto                                             |
| 24 maja 1992    | Belgrano Córdoba – Unión Santa Fe 0:2 Ramón M. Centurión, Miguel A. Saiz                                                 |
| 24 maja 1992    | CA Vélez Sarsfield – CA Argentino de Quilmes 2:0 Alejandro V. Mancuso, Esteban F. González                               |
| 24 maja 1992    | Ferro Carril Oeste – CA Platense 0:1 Diego G. Díaz                                                                       |
| 24 maja 1992    | Deportivo Español – Argentinos Juniors 2:0 José L. Rodríguez (2)                                                         |
| 24 maja 1992    | Deportivo Mandiyú – San Lorenzo de Almagro 1:0 Luis A. Ramos mecz rozegrany został na stadionie klubu Huracán Corrientes |
| 24 maja 1992    | CA Huracán – Talleres Córdoba 2:3 Jorge E. Cruz Cruz, José T. Serrizuela – Mario E. Bevilaqua, Favio H. Zárate (2)       |
| 24 maja 1992    | River Plate – Estudiantes La Plata 2:1 Gustavo M. Zapata, Ramón A. Díaz – Juan C. Ramírez                                |
| 24 maja 1992    | Newell’s Old Boys – Independiente 1:0 Mauricio R. Pochettino                                                             |
| 10 czerwca 1992 | Racing Club de Avellaneda – Boca Juniors 0:0                                                                             |

### Clausura 15
| Data            | Mecz |
| --------------- | --- |
| 5 czerwca 1992  | San Lorenzo de Almagro – CA Huracán 2:2 Mario A. Ballarino, Jorge R. Rinaldi – Walter L. Pelletti Vezzoso (2) mecz rozegrany został na stadionie klubu CA Vélez Sarsfield |
| 7 czerwca 1992  | Boca Juniors – Independiente 2:1 Diego F. Latorre (2) – Martín F. Ubaldi                                                                                                  |
| 7 czerwca 1992  | Estudiantes La Plata – Newell’s Old Boys 1:0 Félix R. Torres Rodríguez |
| 7 czerwca 1992  | Talleres Córdoba – River Plate 0:0 mecz rozegrany został na stadionie Estadio Córdoba                                                                                     |
| 7 czerwca 1992  | Argentinos Juniors – Deportivo Mandiyú 1:0 Diego Cagna mecz rozegrany został na stadionie klubu Atlanta Buenos Aires                                                      |
| 7 czerwca 1992  | CA Platense – Deportivo Español 0:1 Walter A. Parodi |
| 7 czerwca 1992  | CA Argentino de Quilmes – Ferro Carril Oeste 0:0 mecz przerwany został w 82 minucie – dokończony 24 czerwca 1992                                                          |
| 7 czerwca 1992  | Unión Santa Fe – CA Vélez Sarsfield 0:1 Ricardo A. Gareca |
| 7 czerwca 1992  | Rosario Central – Deportivo Mandiyú 1:0 Claudio F. Ubeda |
| 7 czerwca 1992  | Racing Club de Avellaneda – Gimnasia y Esgrima La Plata 2:1 Carlos L. Torres Martínez, Jorge H. Borelli – Fabián O. Fernández                                             |
| 24 czerwca 1992 | CA Argentino de Quilmes – Ferro Carril Oeste 0:0 dokończenie pozostałych 8 minut z 7 czerwca 1992                                                                         |

### Clausura 16
| Data            | Mecz |
| --------------- | --- |
| 12 czerwca 1992 | Independiente – Estudiantes La Plata 0:0                                                                                      |
| 14 czerwca 1992 | Gimnasia y Esgrima La Plata – Boca Juniors 0:0 mecz rozegrany został na stadionie klubu Independiente                         |
| 14 czerwca 1992 | Belgrano Córdoba – Racing Club de Avellaneda 0:0                                                                              |
| 14 czerwca 1992 | CA Vélez Sarsfield – Rosario Central 2:0 Esteban F. González (k), Oscar A. Ruggeri                                            |
| 14 czerwca 1992 | Ferro Carril Oeste – Unión Santa Fe 0:0                                                                                       |
| 14 czerwca 1992 | Deportivo Español – CA Argentino de Quilmes 3:0 José A. Barrella, Luis R. Velázquez s, Marcelo O. Caviglia                    |
| 14 czerwca 1992 | Deportivo Mandiyú – CA Platense 1:1 Luis A. Ramos – Diego G. Díaz mecz rozegrany został na stadionie klubu Huracán Corrientes |
| 14 czerwca 1992 | CA Huracán – Argentinos Juniors 1:1 Javier O. López – Lorenzo O. Sáez (k)                                                     |
| 14 czerwca 1992 | River Plate – San Lorenzo de Almagro 0:1 Roberto O. García                                                                    |
| 14 czerwca 1992 | Newell’s Old Boys – Talleres Córdoba 2:0 Marcelo A. Escudero, Aldo M. Soria                                                   |

### Clausura 17
| Data            | Mecz |
| --------------- | --- |
| 20 czerwca 1992 | Racing Club de Avellaneda – CA Vélez Sarsfield 1:0 Luis A. Carranza |
| 21 czerwca 1992 | Boca Juniors – Estudiantes La Plata 2:0 Alberto J. Márcico, Antonio R. Mohamed                                                                                            |
| 21 czerwca 1992 | Talleres Córdoba – Independiente 1:1 Daniel M. Kesman – Juan C. Ibáñez |
| 21 czerwca 1992 | San Lorenzo de Almagro – Newell’s Old Boys 0:3 Alfredo J. Berti, Alfredo D. Mendoza Sulewski, Julio A. Zamora mecz rozegrany został na stadionie klubu Ferro Carril Oeste |
| 21 czerwca 1992 | Argentinos Juniors – River Plate 1:0 Lorenzo O. Sáez mecz rozegrany został na stadionie klubu Atlanta Buenos Aires                                                        |
| 21 czerwca 1992 | CA Platense – CA Huracán 0:0 |
| 21 czerwca 1992 | CA Argentino de Quilmes – Deportivo Mandiyú 3:1 Leonardo J. Colombo, Mauricio R. López, Carlos R. Latrechina – Pedro D. Barrios Delgado                                   |
| 21 czerwca 1992 | Unión Santa Fe – Deportivo Español 1:2 Fabián O. Luna – Marcelo O. Caviglia (2)                                                                                           |
| 21 czerwca 1992 | Rosario Central – Ferro Carril Oeste 0:1 Alberto O. Boggio s |
| 21 czerwca 1992 | Gimnasia y Esgrima La Plata – Belgrano Córdoba 1:1 José B. Perdomo – Luis F. Artime                                                                                       |

### Clausura 18
| Data            | Mecz |
| --------------- | --- |
| 26 czerwca 1992 | River Plate – CA Platense 4:0 Ramón I. Medina Bello, Julio C. Toresani, Oscar R. Acosta, Walter G. Silvani                                                      |
| 28 czerwca 1992 | Belgrano Córdoba – Boca Juniors 1:0 Juan G. Spallina |
| 28 czerwca 1992 | Deportivo Español – Rosario Central 1:0 José A. Barrella |
| 28 czerwca 1992 | Deportivo Mandiyú – Unión Santa Fe 3:0 José L. Restelli, Guido V. Alvarenga Torales, Pedro D. Barrios Delgado (k) Nota: Se jugó en cancha de Huracán Corrientes |
| 28 czerwca 1992 | CA Huracán – CA Argentino de Quilmes 2:0 Jorge E. Cruz Cruz (2)                                                                                                 |
| 28 czerwca 1992 | Newell’s Old Boys – Argentinos Juniors 0:0 |
| 28 czerwca 1992 | Independiente – San Lorenzo de Almagro 0:0 |
| 28 czerwca 1992 | Estudiantes La Plata – Talleres Córdoba 0:2 Adrián J. Fornero, Favio H. Zárate                                                                                  |
| 30 czerwca 1992 | CA Vélez Sarsfield – Gimnasia y Esgrima La Plata 2:2 Oscar A. Ruggeri, Gustavo A. Zalazar – Fabián O. Fernández, Hugo R. Guerra Cabrera                         |
| 30 czerwca 1992 | Ferro Carril Oeste – Racing Club de Avellaneda 0:0 |

### Clausura 19
| Data         | Mecz |
| ------------ | --- |
| 3 lipca 1992 | Racing Club de Avellaneda – Deportivo Español 0:0 |
| 5 lipca 1992 | Boca Juniors – Talleres Córdoba 0:0 |
| 5 lipca 1992 | San Lorenzo de Almagro – Estudiantes La Plata 0:0 mecz rozegrany został na stadionie klubu Ferro Carril Oeste |
| 5 lipca 1992 | Argentinos Juniors – Independiente 1:0 Diego Cagna mecz rozegrany został na stadionie klubu CA Huracán |
| 5 lipca 1992 | CA Platense – Newell’s Old Boys 1:1 (1:0) Widzów: 9603 Sędzia: Vigliano Bramki: 1:0 Ariel G. Orellano 37, 1:1 Ricardo G. Lunari 80 Club Atlético Platense: L.Aguirre – F.Bellini, J.Baena, Ariel G. Orellano, Broggi – Romagnoli, A.Cascini, Cravero, Dalla Líbera – Scotto (D.Díaz), Rufini. Trener: Jorge P.Marchetta. Club Atlético Newell's Old Boys: Scoponi – Raggio (Soria), Gamboa, Llop, M.Pochettino – Saldańa, Berizzo, A.Berti – Zamora, Domizzi (Ricardo G. Lunari), A.Mendoza. Trener: Marcelo Bielsa. |
| 5 lipca 1992 | CA Argentino de Quilmes – River Plate 1:3 Leonardo J. Colombo – Guillermo D. Rivarola, Arnaldo A. Ortega, Orlando J. Claut |
| 5 lipca 1992 | Unión Santa Fe – CA Huracán 1:2 Hernán R. Solari – Fernando H. Quiroz, Hugo R. Corbalán |
| 5 lipca 1992 | Rosario Central – Deportivo Mandiyú 3:2 Leonardo C. Madelón, Silvio R. Andrade, Claudio F. Ubeda – Ramón V. Castro, Luis A. Ramos |
| 5 lipca 1992 | Gimnasia y Esgrima La Plata – Ferro Carril Oeste 2:0 Hugo R. Guerra Cabrera, Pablo J. Morant |
| 5 lipca 1992 | Belgrano Córdoba – CA Vélez Sarsfield 0:1 Christian G. Bassedas |

### Tabela końcowa Clausura 1991/1992
| Poz | Klub                        | Mecze | Zw | Rem | Por | Pkt | BrZd | BrStr |
| --- | --------------------------- | ----- | -- | --- | --- | --- | ---- | ----- |
| 1   | Newell’s Old Boys           | 19    | 11 | 7   | 1   | 29  | 27   | 8     |
| 2   | CA Vélez Sarsfield          | 19    | 10 | 7   | 2   | 27  | 29   | 16    |
| 3   | Deportivo Español           | 19    | 9  | 9   | 1   | 27  | 24   | 11    |
| 4   | Boca Juniors                | 19    | 10 | 6   | 3   | 26  | 20   | 11    |
| 5   | River Plate                 | 19    | 8  | 8   | 3   | 24  | 31   | 22    |
| 6   | CA Platense                 | 19    | 8  | 6   | 5   | 22  | 23   | 16    |
| 7   | Racing Club de Avellaneda   | 19    | 5  | 11  | 3   | 21  | 12   | 9     |
| 8   | Gimnasia y Esgrima La Plata | 19    | 6  | 8   | 5   | 20  | 25   | 20    |
| 9   | CA Huracán                  | 19    | 5  | 9   | 5   | 19  | 18   | 19    |
| 10  | Belgrano Córdoba            | 19    | 6  | 6   | 7   | 18  | 18   | 18    |
| 11  | Ferro Carril Oeste          | 19    | 5  | 8   | 6   | 18  | 13   | 14    |
| 12  | Independiente               | 19    | 4  | 9   | 6   | 17  | 16   | 16    |
| 13  | Talleres Córdoba            | 19    | 4  | 9   | 6   | 17  | 14   | 17    |
| 14  | Rosario Central             | 19    | 8  | 1   | 10  | 17  | 19   | 24    |
| 15  | Argentinos Juniors          | 19    | 5  | 6   | 8   | 16  | 16   | 19    |
| 16  | Unión Santa Fe              | 19    | 2  | 9   | 8   | 13  | 11   | 18    |
| 17  | Estudiantes La Plata        | 19    | 2  | 9   | 8   | 13  | 14   | 26    |
| 18  | Deportivo Mandiyú           | 19    | 3  | 7   | 9   | 13  | 16   | 30    |
| 19  | San Lorenzo de Almagro      | 19    | 3  | 6   | 10  | 12  | 11   | 25    |
| 20  | CA Argentino de Quilmes     | 19    | 4  | 3   | 12  | 9*  | 14   | 32    |

- Quilmes – 2 punkty odjęte

### Klasyfikacja strzelców bramek
| Gole | Piłkarz          | Klub                        |
| ---- | ---------------- | --------------------------- |
| 9    | Diego Latorre    | Boca Juniors                |
| 9    | Darío Scotto     | CA Platense                 |
| 8    | Esteban González | CA Vélez Sarsfield          |
| 7    | Marcelo Caviglia | Deportivo Español           |
| 7    | Jorge Cruz       | CA Huracán                  |
| 7    | Hugo Guerra      | Gimnasia y Esgrima La Plata |
| 7    | Félix Torres     | Estudiantes La Plata        |

### Tablica spadkowa na koniec turnieju Clausura 1991/1992
| Poz | Klub                        | 1989/90 pkt/m | 1990/91 pkt/m | 1991/92 pkt/m | Razem pkt/mecze | Średnia |
| --- | --------------------------- | ------------- | ------------- | ------------- | --------------- | ------- |
| 1   | River Plate                 | 53/38         | 45/38         | 55/38         | 153/114         | 1.342   |
| 2   | Boca Juniors                | 43/38         | 51/38         | 50/38         | 144/114         | 1.263   |
| 3   | CA Vélez Sarsfield          | 42/38         | 45/38         | 48/38         | 135/114         | 1.184   |
| 4   | Newell’s Old Boys           | 36/38         | 48/38         | 44/38         | 128/114         | 1.123   |
| 5   | Independiente               | 46/38         | 40/38         | 36/38         | 122/114         | 1.070   |
| 6   | Racing Club de Avellaneda   | 39/38         | 40/38         | 39/38         | 118/114         | 1.035   |
| 7   | CA Huracán                  | 0/0           | 40/38         | 38/38         | 78/76           | 1.026   |
| 8   | Rosario Central             | 43/38         | 39/38         | 34/38         | 116/114         | 1.018   |
| 9   | Ferro Carril Oeste          | 39/38         | 38/38         | 37/38         | 114/114         | 1.000   |
| 10  | San Lorenzo de Almagro      | 35/38         | 45/38         | 34/38         | 114/114         | 1.000   |
| 11  | Gimnasia y Esgrima La Plata | 39/38         | 33/38         | 41/38         | 113/114         | 0.991   |
| 12  | CA Platense                 | 36/38         | 35/38         | 42/38         | 113/114         | 0.991   |
| 13  | Argentinos Juniors          | 38/38         | 36/38         | 35/38         | 109/114         | 0.956   |
| 14  | Deportivo Mandiyú           | 36/38         | 38/38         | 33/38         | 107/114         | 0.939   |
| 15  | Belgrano Córdoba            | 0/0           | 0/0           | 35/38         | 35/38           | 0.921   |
| 16  | Deportivo Español           | 31/38         | 28/38         | 45/38         | 104/114         | 0.912   |
| 17  | Estudiantes La Plata        | 34/38         | 39/38         | 29/38         | 102/114         | 0.895   |
| 18  | Talleres Córdoba            | 36/38         | 29/38         | 37/38         | 102/114         | 0.895   |
| 19  | Unión Santa Fe              | 36/38         | 31/38         | 27/38         | 94/114          | 0.825   |
| 20  | CA Argentino de Quilmes     | 0/0           | 0/0           | 19/38         | 19/38           | 0.500   |

## Liguilla Pre Libertadores 1991/1992
Turniej kwalifikacyjny do Copa Libertadores 1993. Najpierw zmierzyli się ze sobą mistrzowie turniejów Apertura i Clausura. Zwycięzca kwalifikował się do Copa Libertadores, podczas gdy przegrany czekał teraz na zwycięzcę turnieju ośmiu najlepszych klubów z turniejów Apertura i Clausura, po cztery najlepsze z każdego. Zwycięzca tego turnieju "ośmiu drużyn" zmierzył się następnie z "przegranym mistrzem", a zwycięzca tego pojedynku stawał się drugim klubem, który zakwalifikował się do Copa Libertadores.

### Pojedynek mistrzów
| Data          | Mecz |
| ------------- | --- |
| 12 lipca 2004 | Newell’s Old Boys – River Plate 0:0 mecz rozegrany został na stadionie Rosario Central                         |
| 19 lipca 2004 | River Plate – Newell’s Old Boys 1:0 Medina Bello                                                               |
| 26 lipca 2004 | River Plate – Newell’s Old Boys 3:2 Medina Bello(2), R.Díaz – Martino, Lunari mecz rozegrany został w Cordobie |

Do Copa Libertadores zakwalifikował się River Plate. Przegrany mistrz Newell’s Old Boys czekał teraz na zwycięzcę turnieju ośmiu drużyn, złożonego z czterech najlepszych klubów turnieju Apertura i czterech najlepszych z turnieju Clausura (ale takich, które nie wchodziły w skład najlepszej czwórki z turnieju Apertura). Turniej rozegrano systemem pucharowym.

### Ćwierćfinał
| Data          | Mecz |
| ------------- | --- |
| 10 lipca 2004 | Deportivo Español – Racing Club de Avellaneda 1:0 Rodriguez mecz rozegrany został na stadionie klubu Huracán          |
| 12 lipca 2004 | Boca Juniors – San Lorenzo de Almagro 2:0 (po dogrywce) Latorre(2) mecz rozegrany został na stadionie klubu Huracán   |
| 12 lipca 2004 | CA Platense – Gimnasia y Esgrima La Plata 0:1 Barros Schelotto mecz rozegrany został na stadionie klubu Independiente |
| 12 lipca 2004 | CA Vélez Sarsfield – CA Huracán 1:0 Rinaldi s mecz rozegrany został na stadionie klubu Ferro Carril Oeste             |

### Półfinał
| Data          | Mecz |
| ------------- | --- |
| 18 lipca 2004 | Boca Juniors – Gimnasia y Esgrima La Plata 0:1 Guerra mecz rozegrany został na stadionie klubu Vélez Sarsfield                                                   |
| 19 lipca 2004 | CA Vélez Sarsfield – Deportivo Español 1:1 (po dogrywce), rzuty karne 4:2 Ortega Sánchez – Rodriguez mecz rozegrany został na stadionie klubu Ferro Carril Oeste |

### Finał
| Data          | Mecz |
| ------------- | --- |
| 26 lipca 2004 | CA Vélez Sarsfield – Gimnasia y Esgrima La Plata 3:0 Mancuso, Flores(2) mecz rozegrany został na stadionie klubu River Plate |

### Mecz o drugie miejsce w Copa Libertadores
Zwycięzca turnieju "ośmiu" zmierzył się z przegranym mistrzem.
| Data            | Mecz |
| --------------- | --- |
| 2 sierpnia 2004 | Newell’s Old Boys – CA Vélez Sarsfield 1:0 Saldańa mecz rozegrany został na stadionie klubu Rosario Central |

Drugim zespołem, który obok River Plate zakwalifikował się do Copa Libertadores 1993 był klub Newell’s Old Boys.

## Sumaryczna tabela sezonu 1991/1992
| Poz | Klub                        | Mecze | Zw | Rem | Por | Pkt | BrZd | BrStr |
| --- | --------------------------- | ----- | -- | --- | --- | --- | ---- | ----- |
| 1   | River Plate                 | 38    | 22 | 11  | 5   | 55  | 64   | 33    |
| 2   | Boca Juniors                | 38    | 17 | 16  | 5   | 50  | 42   | 26    |
| 3   | CA Vélez Sarsfield          | 38    | 18 | 12  | 8   | 48  | 56   | 34    |
| 4   | Deportivo Español           | 38    | 15 | 15  | 8   | 45  | 47   | 36    |
| 5   | Newell’s Old Boys           | 38    | 14 | 16  | 8   | 44  | 41   | 24    |
| 6   | CA Platense                 | 38    | 13 | 16  | 9   | 42  | 39   | 30    |
| 7   | Gimnasia y Esgrima La Plata | 38    | 13 | 15  | 10  | 41  | 41   | 37    |
| 8   | Racing Club de Avellaneda   | 38    | 9  | 21  | 8   | 39  | 26   | 23    |
| 9   | CA Huracán                  | 38    | 10 | 18  | 10  | 38  | 36   | 40    |
| 10  | Ferro Carril Oeste          | 38    | 11 | 15  | 12  | 37  | 29   | 30    |
| 11  | Talleres Córdoba            | 38    | 11 | 15  | 12  | 37  | 33   | 38    |
| 12  | Independiente               | 38    | 10 | 16  | 12  | 36  | 36   | 37    |
| 13  | Belgrano Córdoba            | 38    | 9  | 17  | 12  | 35  | 33   | 35    |
| 14  | Argentinos Juniors          | 38    | 9  | 17  | 12  | 35  | 34   | 37    |
| 15  | San Lorenzo de Almagro      | 38    | 7  | 20  | 11  | 34  | 31   | 39    |
| 16  | Rosario Central             | 38    | 12 | 10  | 16  | 34  | 36   | 45    |
| 17  | Deportivo Mandiyú           | 38    | 10 | 13  | 15  | 33  | 38   | 50    |
| 18  | Estudiantes La Plata        | 38    | 6  | 17  | 15  | 29  | 28   | 47    |
| 19  | Unión Santa Fe              | 38    | 5  | 17  | 16  | 27  | 24   | 39    |
| 20  | CA Argentino de Quilmes     | 38    | 5  | 11  | 22  | 19* | 23   | 57    |

- Quilmes – odjęte 2 punkty
- Copa Libertadores 1993: River Plate, Newell’s Old Boys
- Copa CONMEBOL 1992: CA Vélez Sarsfield, Boca Juniors (później Boca Juniors zrezygnował i został zastąpiony przez Deportivo Español), Gimnasia y Esgrima La Plata.